# 格伦罗斯
格伦罗斯（Glen Rose）是美国得克萨斯州的一座城市，萨默维尔县县治，2000年人口2,122。自1889年以后的15至20年，该城是格伦罗斯学院（Glen Rose Collegiate Institute）的所在地。